# ویندوبالا
ویندوبالا (انگلیسی: Vindobala) یک قلعه روم باستان، کاستروم در دهکده امروزی رودچستر، نورث‌آمبرلند بود.